# Saint-Cyr-les-Vignes
Saint-Cyr-les-Vignes é uma comuna francesa na região administrativa de Auvérnia-Ródano-Alpes, no departamento de Loire. Estende-se por uma área de 19,38 km². Em 2010 a comuna tinha 1 077 habitantes (densidade: 55,6 hab./km²).